# El ladrón de sueños (novela)
El ladrón de sueños. El mundo secreto de Basilius Hoffman (título original: O ladrón de soños. O mundo secreto de Basilius Hoffman) es una novela de fantasía escrita por Fernando M. Cimadevila, escritor gallego y editor de literatura fantástica en la editorial Contos Estraños.
Su publicación comenzó en 2011 en lengua gallega de la mano de Urco Editora, convirtiéndose en menos de seis meses en su libro más vendido, y alertando los medios de comunicación de que un nuevo fenómeno irrumpía con fuerza en el panorama literario.
Ese mismo año los usuarios de Redelibros (la red social de literatura gallega) elegían El ladrón de sueños como mejor novela juvenil del 2011.
Así mismo fue recibida en los centros de enseñanza como un soplo de aire fresco con el que revitalizar la lectura en las aulas. (El ladrón de sueños se convirtió en la primera novela gallega con una edición simultánea de bolsillo dirigida al trabajo en las aulas).

## Presentación
Con El ladrón de sueños comienza la saga del profesor Basilius Hoffman: historiador, arqueólogo, caballero a tiempo parcial y truhan a jornada completa. Y su viaje a la búsqueda del legendario Diario del Cartógrafo, en el que descubriremos ciudades perdidas en lo profundo de la noche, sociedades secretas, misteriosas criaturas, poderosas reliquias sagradas, imposibles aparatos mecánicos y una infinidad de curiosos personajes.
Texto contraportada:
"Se acerca una nueva Era, las antiguas puertas se cierran definitivamente, los reinos que durante siglos lindaron las fronteras de nuestro mundo se desvanecen entre las brumas de las leyendas. Durante años el profesor Hoffman, explorador de mundos ocultos, dedicó no pocos esfuerzos a desvelar sus secretos. Pero solo cuando su sobrino Peter llega al viejo caserón Hoffman para pasar las vacaciones de Navidad, el destino une sus vidas dando comienzo así a la batalla definitiva en la que se pondrá en juego nuestro bien más preciado: el poder de la imaginación".

## Ambientación
La serie está protagonizada por el profesor Basilius Hoffman: historiador, arqueólogo de mundos ocultos, caballero a tiempo parcial y truhan a jornada completa. Y por su sobrino, Peter Hillman: goloso profesional, quejicas de competición, pero en el fondo con buen corazón. Juntos emprenderán los viajes más insólitos, en los que descubrirán ciudades ocultas en lo profundo de la noche, sociedades secretas, misteriosas criaturas, imposibles aparatos mecánicos, y una infinidad de curiosos personajes que conforman ese mundo secreto que nos rodea, y que permanece oculto a la mayor parte de nosotros.
La historia retoma y actualiza las clásicas aventuras de viajes y fantasía, con influencias tan dispares de autores como Michel Ende, Julio Verne o Hayao Miyazaki. Y su argumento viaja entre el mundo real, el de las leyendas y el de la fantasía. Plagada de misterios, acción, mitología y diversión, ha cautivado ya a miles de lectores.

## Secuelas
En la actualidad la serie cuenta con tres títulos en gallego: O ladrón de soños, Un faro na escuridade y A batalla por Avalon.
En castellano la serie se publicará bajo el sello Sushi Books, que será también el encargado de hacerlo en catalán y euskera.
El proyecto contempla la publicación de cinco novelas que comprenden el arco principal de la serie, y al menos tres publicaciones más que completen la obra mediante relatos o novelas paralelas.

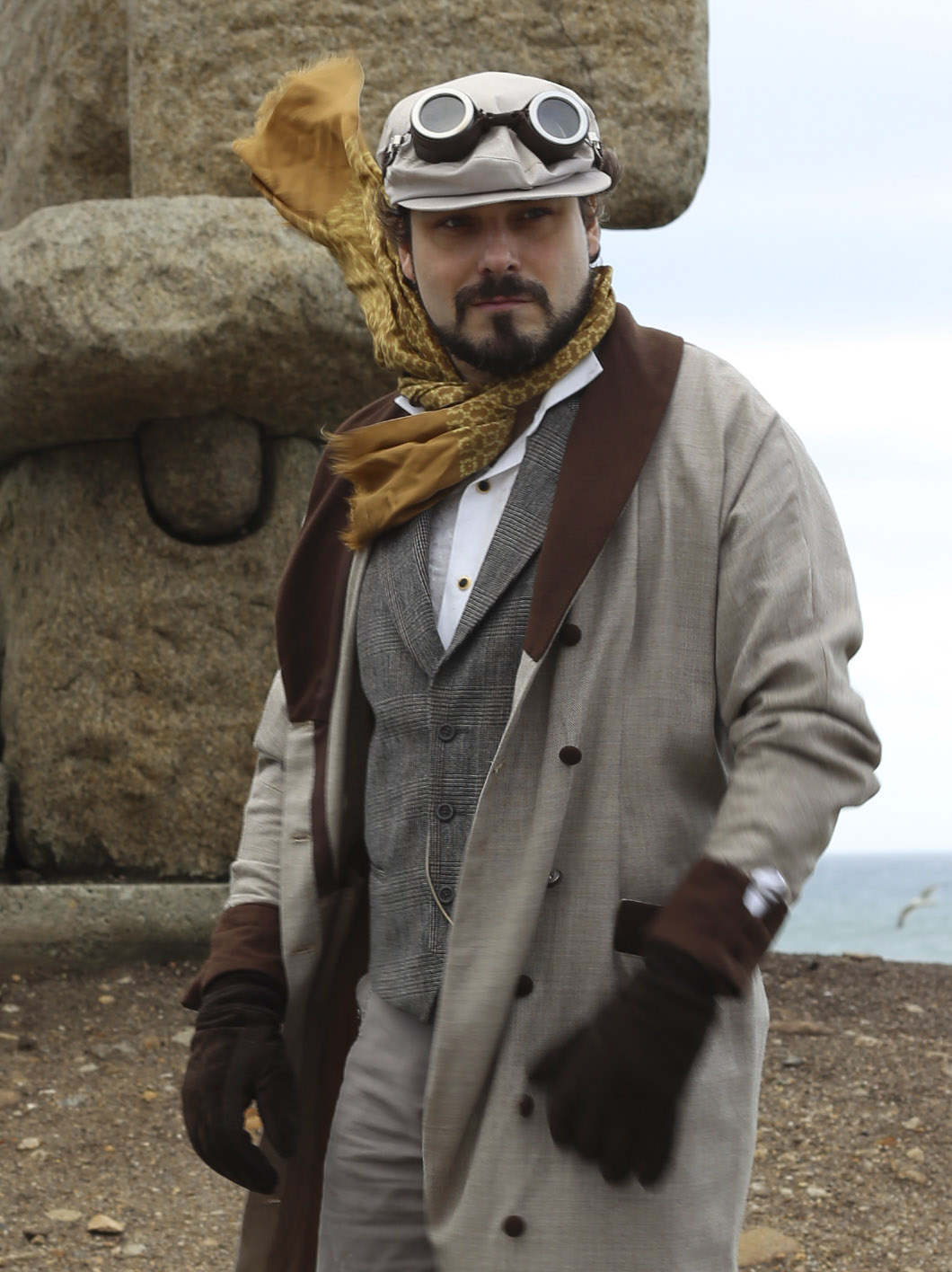
El escritor Fernando M. Cimadevila

## Premios
- Premio Redelibros mejor novela juvenil (2011).
- Segundo Premio Fervenzas Literarias mejor novela juvenil (2011).

## Reseñas
- Blog Literario "La estantería de Nuria"
- Web Literaria "Anika entre libros"

- Datos: Q19404536